# مونارک (خودرو)
مانرچ (خودرو) (Monarch (automobile)) خودرویی است که در سال‌های ۱۹۱۳ تا ۱۹۱۷در دیترویت تولید شده‌است. 
این خودرو در کلاس خودرو سایز بزرگ قرار گرفته، طراحی آن خودروهای موتور جلو-محور عقب بوده است. 